# 克雷特縣區 (伊利諾伊州卡爾霍恩縣)
克雷特縣區（英語：Precincts (United States)）是位於美國伊利諾伊州卡爾霍恩縣的一個縣區。

## 地方資料
根據2010年美國人口普查的數據，克雷特縣區的面積為56.17平方千米，當中陸地面積為54.17平方千米，而水域面積為2.00平方千米。當地共有人口560人，而人口密度為每平方千米9.97人。